# Ammophila clavus
Ammophila clavus es una especie de avispa del género Ammophila, familia Sphecidae.

## Taxonomía
Fue descrito por primera vez en 1775 por Fabricius. 